# جان هیوستون
جان هیوستون (به انگلیسی: John Huston) (زاده ۵ اوت ۱۹۰۶ – درگذشته ۲۸ اوت ۱۹۸۷) کارگردان، فیلم‌نامه‌نویس و بازیگر آمریکایی بود.
او فیلم‌نامه بیشتر ۳۷ فیلمی که کارگردانی کرده را خود نوشته که بسیاری از آنان امروزه جزو آثار کلاسیک تاریخ سینما شمرده می‌شوند: شاهین مالت (۱۹۴۱)، گنج‌های سیرا مادره (۱۹۴۸)، کی لارگو (۱۹۴۸)، جنگل آسفالت (۱۹۵۰)، ملکه آفریقایی (۱۹۵۱)، مولن روژ (۱۹۵۲)، ناجورها (۱۹۶۱) و مردی که می‌خواست سلطان باشد (۱۹۷۵). هیوستون طی دوران فعالیت ۴۶ ساله‌اش، ۱۵ بار نامزد دریافت جایزهٔ اسکار شد که دو بار به دریافت آن نائل گردید. پدرش (والتر هیوستون) و دخترش (آنجلیکا هیوستون) هردو برای بازیگری در فیلم‌هایی به کارگردانی او برندهٔ جایزهٔ اسکار شدند.

## اوان زندگی
جان مارسلوس هیوستون در ۵ اوت ۱۹۰۶ در نوادا چشم به جهان گشود. او تنها فرزند والتر هیوستون و رئا گور بود. پدرش، که از تبار اسکاتلندی و ایرلندی بود، یک بازیگر نمایش و سپس سینما بود. مادرش با اصالت ولز و انگلیسی در ابتدا به‌عنوان سردبیر ورزشی برای چند نشریه کار می‌کرد اما پس از تولد جان کارش را رها کرد. پدرش نیز حرفهٔ بازیگری خود را برای یافتن یک شغل پایدار به‌عنوان مهندس ساختمان رها ساخت، گرچه چند سال بعد به صحنهٔ نمایش بازگشت. او بعدها هم در سینما و هم در برادوی موفقیت بسیار کسب نمود.
والدین هیوستون در سال ۱۹۱۳، زمانیکه او ۶ سال بیش نداشت از هم جدا شدند و در نتیجه او بیشتر ایام کودکیش را در مدارس شبانه‌روزی گذراند. تابستانها، او گاه با پدرش به سفر به تورهای نمایشی می‌رفت. او از دیدن بازیگری پدرش در صحنه نمایش بسیار بهره می‌برد تا بدانجا که به بازیگریش منجر شد.

## فیلمنامه‌نویسی و کارگردانی
در مدت اقامت خود در مکزیک، او نمایشنامه‌ای تحت عنوان «فرانکی و جانی» بر اساس تصنیفی با همین عنوان به رشته تحریر درآورد. پس از فروش خوب این اثر، او برآن شد تا به تمرکز در نویسندگی به‌عنوان شغلی بالنده بپردازد.

## جوایز
هیوستون موفق شد ۱۵ مرتبه نامزد دریافت جایزهٔ اسکار در دوران شغلی خود شود و پیرترین شخصی است که نامزد اسکار بهترین کارگردان در ۷۹ سالگی برای فیلم شرف خانواده پریتزی (۱۹۸۵) شد. او همچنین صاحب امتیاز بی‌مانند خانواده‌ای که سه نسل آن برنده جایزه اسکار شده‌اند است، چرا که پدرش (والتر هیوستون) و دخترش (آنجلیکا هیوستون) هردو برای بازیگری به‌ترتیب در فیلم‌های گنج‌های سیرا مادره و شرف خانواده پریتزی، که کارگردانی هردو را نیز خود به‌عهده داشته، برندهٔ جایزهٔ اسکار شدند.
علاوه بر آن، او ۱۳ بازیگر دیگر را با بازیگری در فیلمهایش به اسکار رساند:
سیدنی گرین‌استریت، کلر تروور، سام جافی، هامفری بوگارت، کاترین هپبورن، خوزه فرر، کولت مرشان، دبورا کار، گریسون هال، سوزان تایرل، آلبرت فینی، جک نیکلسون و ویلیام هیکی
گلدن گلوب
- برنده بهترین کارگردانی - ۱۹۴۸

## زندگی شخصی
بنا بر ادعای خودش، هیوستون هیچ دین ارتدکسی نداشت. در میان ماجراهای زندگی‌اش پیش از تبدیل شدن به یک فیلمساز هالیوودی، هیوستون بوکسوری آماتور، خبرنگاری، نویسندگی داستان‌های کوتاه، نقاشی چهره در پاریس، عضویت سواره نظام در مکزیک و مستندسازی در جنگ جهانی دوم را پیشتر تجربه کرده بود. علاوه بر ورزش و ماجراجویی، او عاشق مشروب و ارتباط با زنان از هر قماش بود که این امر شاید ازدواج پنج‌بارهٔ او را توجیه می‌کند.
بنا به گفته‌های دخترش آنجلیکا هیوستون او هالیوود را دوست نداشت و به‌ویژه از بورلی‌هیلز متنفر بود. در مقابل، او عاشق مکان‌های بکر بود. او حیوانات را به‌اندازه مردم دوست می‌داشت.
او پنج بار ازدواج کرده بود:
1. دوروتی هاروی - این ازدواج نافرجام ۷ سال دوام کرد و در سال ۱۹۳۳ به پایان رسید.
2. لسلی بلک - این ازدواج نافرجام دیگر هم ۷ سال دوام کرد.
3. اولین کیز - آندو پسری با نام پابلو از مکزیک را به فرزندی پذیرفتند.
4. انریکا سوماً - حاصل ازدواج آنها دو فرزند بود: یک دختر، آنجلیکا هیوستون و یک پسر، والتر آنتونی «تونی» هوستون که اکنون یک وکیل و پدر بازیگر جک هیوستون می‌باشد. سوماً نیز دختری (آلگرا هیوستن) حاصل از رابطهٔ نامشروعش با جان جولیوس نورویچ داشت که هیوستون دختر را همچون یکی از فرزندان خود پذیرفت که چهار سال بعدش سوماً درگذشت.
5. سلسته شین. در زندگینامه‌اش، کتابی باز، هوستون از او با عنوان «تمساح» یاد می‌کند و عنوان می‌دارد اگر او فرصت زندگی دوباره می‌یافت، هرگز برای بار پنجم ازدواج نمی‌کرد.

چهار ازدواج او به طلاق انجامید. همسر چهارم او، سوماً در طول ازدواج خود فوت کرد. هیوستون علاوه بر فرزندانش از سوماً، صاحب یک فرزند پسر بازیگر، دنی هوستون حاصل از رابطه‌اش با نویسنده‌ای با نام زو سالیس است.
در میان دوستانش می‌توان از اورسن ولز و ارنست همینگوی یاد کرد اما هامفری بوگارت یکی از بهترین دوستانش بود که هیوستون در مراسم تشییع جنازه‌اش مدیحه خوانی کرد.
زیاده روی در مصرف سیگار، او را به درد آمفیزم در واپسین روزهای زندگی‌اش مبتلا ساخت. او در تاریخ ۲۸ اوت سال ۱۹۸۷ در میدلتاون، رود آیلند از عوارض ناشی از حمله قلبی درگذشت. هوستون در گورستان هالیوود فوراور در هالیوود، لس آنجلس به خاک سپرده شده‌است.

## فیلم‌شناسی
مستند:
- Report from the Aleutians ۱۹۴۳
- Tunisian Victory ۱۹۴۴
- Let There Be Light ۱۹۸۰

سینمایی :
1. شاهین مالت (۱۹۴۱)
2. در این زندگی ما (۱۹۴۲)
3. از میان اقیانوس آرام (۱۹۴۲)
4. گنج‌های سیرا مادره (۱۹۴۸)
5. در راه شاد ما (۱۹۴۸)
6. کی لارگو (۱۹۴۸)
7. ما بیگانه بودیم (۱۹۴۹)
8. جنگل آسفالت (۱۹۵۰)
9. نشان سرخ دلیری (۱۹۵۱)
10. ملکه آفریقایی (۱۹۵۱)
11. مولن روژ (۱۹۵۲)
12. شیطان را بران (۱۹۵۳)
13. موبی دیک (۱۹۵۶)
14. خدا می‌داند، آقای الیسون (۱۹۵۷)
15. وداع با اسلحه (کارگردانی مشترک) (۱۹۵۷)
16. بربرها و گیشا (۱۹۵۸)
17. ریشه‌های بهشت (۱۹۵۸)
18. نابخشوده (۱۹۶۰)
19. ناجورها(۱۹۶۱)
20. فروید: عشق مخفی (۱۹۶۲)
21. فهرست آدریان مسنجر(۱۹۶۳)
22. شب ایگوانا (۱۹۶۴)
23. کتاب مقدس (۱۹۶۶)
24. کازینو رویال (کارگردانی مشترک) (۱۹۶۷)
25. انعکاس در چشمان طلایی (۱۹۶۷)
26. دیوی گناهکار (۱۹۶۷)
27. پیاده روی با عشق و مرگ (۱۹۶۹)
28. نامه کرملین (۱۹۷۰)
29. اخرین اجرا (۱۹۷۱)
30. شهر چربی (۱۹۷۲)
31. زندگی و روزگار قاضی روی بین (۱۹۷۲)
32. مأمور مکینتاش (۱۹۷۳)
33. مردی که می‌خواست سلطان باشد (۱۹۷۵)
34. عشق و گلوله‌ها (کارگردانی مشترک) (۱۹۷۹)
35. خون خردمند (۱۹۷۹)
36. هراس (۱۹۸۰)
37. فرار به‌سوی پیروزی (۱۹۸۱)
38. آنی (۱۹۸۲)
39. زیر آتشفشان (۱۹۸۴)
40. شرف خانواده پریتزی (۱۹۸۵)
41. مردگان (۱۹۸۷)